# فهرست مراکز شهرستان‌های استان همدان
فهرست مراکز شهرستان‌های استان همدان:
1. همدان. مرکز شهرستان همدان
2. ملایر. مرکز شهرستان ملایر
3. نهاوند. مرکز شهرستان نهاوند
4. تویسرکان. مرکز شهرستان تویسرکان
5. اسدآباد. مرکز شهرستان اسدآباد
6. کبودرآهنگ. مرکز شهرستان کبودرآهنگ
7. بهار. مرکزن شهرستان بهار
8. رزن. مرکز شهرستان رزن
9. فامنین مرکز شهرستان فامین
10. درگزین. مرکز شهرستان درگزین